# Дарвін Серен
Дарвін Серен (ісп. Darwin Cerén, нар. 31 грудня 1989, Кусальтепек) — сальвадорський футболіст, півзахисник клубу «Сан-Хосе Ерзквейкс».
Виступав, зокрема, за клуби «Хувентуд Індепендьєнте» та «Орландо Сіті», а також національну збірну Сальвадору.

## Клубна кар'єра
Серен почав свою кар'єру у клубі «Хувентуд Індепендьєнте», де виступав разом зі своїм братом Оскаром. У 2011 році Дарвін допоміг команді вийти в сальвадорську Прімеру. 31 липня у матчі проти «Атлетіко Марті» він дебютував в елітному дивізіоні. 29 серпня 2012 року в поєдинку проти «Санта Текла» Серен забив свій перший гол за «Хувентуд». Влітку 2013 року Дарвіном цікавився турецький «Баликесірспор», але угода не відбулася.
На початку 2014 року Даврин уклав угоду з новоствореним американським клубом «Орландо Сіті». Клуб отримував отримав право виступати в MLS тільки в 2015 році, а 2014 рік повинен був провести в USL. 23 березня у матчі проти «Чарльстон Баттері» Серен дебютував за новий клуб. 17 серпня в поєдинку проти «Сіті Айлендерс» Дарвін зробив «дубль», забивши свої перші голи за клуб. З початку 2015 року виступав за команду з Орландо в Major League Soccer, де провів півтора сезони своєї ігрової кар'єри. Більшість часу, проведеного у складі «Орландо Сіті», був основним гравцем команди.
До складу клубу «Сан-Хосе Ерзквейкс» приєднався 3 серпня 2016 року в обмін на півзахисника Матіаса Переса Гарсію. Відтоді встиг відіграти за команду із Сан-Хосе 12 матчів в національному чемпіонаті.

## Виступи за збірну
24 травня 2012 2012 року дебютував в офіційних іграх у складі національної збірної Сальвадору в товариському матчі проти збірної Нової Зеландії (2:2), замінивши Хайме Аласа у другому таймі.
22 травня 2013 року в поєдинку проти збірної Венесуели Дарвін забив свій перший м'яч за національну команду. У тому ж році в складі збірної Серен взяв участь у розіграші Золотого Кубка КОНКАКАФ. На турнірі він взяв участь в матчах проти збірних США, Гондурасу, Гаїті та Тринідаду і Тобаго.
У 2015 році в складі збірної Серен знову взяв участь у розіграші Золотого Кубка КОНКАКАФ. На турнірі він зіграв у матчах проти збірних Канади, Коста-Рики та Ямайки.
Через два роки Серен у складі збірної втрете поспіль став учасником розіграшу Золотого кубка КОНКАКАФ 2017 року у США.
Наразі провів у формі головної команди країни 43 матчі, забивши 2 голи.

### Голи за збірну Сальвадору
| #   | Дата           | Місце                                   | Противник         | Результат | Рахунок | Змагання                            |
| --- | -------------- | --------------------------------------- | ----------------- | --------- | ------- | ----------------------------------- |
| 01. | 22 травня 2013 | Естадіо Метрополітан, Мерида, Венесуела | Венесуела         | 0:1       | 1:2     | Товариський матч                    |
| 02. | 11 червня 2015 | Ворнер Парк, Бастер, Сент-Кітс і Невіс  | Сент-Кітс і Невіс | 1:0       | 4:1     | Чемпіонат світу 2018 (кваліфікація) |

## Особисте життя
На початку 2015 року Серен отримав грінкартку США, яка дозволяє йому не вважатись легіонером в заявці MLS.
Серен одружений з Делією, і в нього двоє дітей.